# Roberto Garcia (boxe anglaise)
Roberto García Cortez, dit Robert Garcia, né le 29 janvier 1975 à San Pedro (Los Angeles), États-Unis, est un ancien boxeur professionnel poids plumes américano-mexicain. En 2012, il est récompensé par le trophée Eddie Futch en tant que meilleur entraîneur de boxe.

## Carrière
Roberto a été formé par son père, Eduardo Garcia, à la Colonia Youth Boxing, un club de boxe pour les jeunes.
Champion d'Amérique du Nord NABF des super-plumes en 1995 puis des poids plumes l'année suivante, il s'empare de la ceinture IBF des super-plumes laissée vacante par Arturo Gatti en battant aux points le 13 mars 1998 Harold Warren.
Garcia conserve son titre face à Ramon Ledon et John John Molina avant d'être détrôné par Diego Corrales le 23 octobre 1999. Battu à nouveau par Ben Tackie en 2000 et Joel Casamayor en 2001, il met un terme à sa carrière la même année après une dernière victoire contre le modeste John Trigg. Reconverti en tant qu'entraineur, il compte parmi ses boxeurs Brandon Rios.
Roberto García a ouvert sa propre salle d'entrainement, la Robert Garcia Boxing Academy, à Oxnard, Californie.